# Anh hùng Lực lượng vũ trang nhân dân
Anh hùng Lực lượng vũ trang nhân dân là danh hiệu vinh dự cao nhất của Nhà nước Việt Nam Dân chủ Cộng hòa trước đây và Cộng hòa Xã hội Chủ nghĩa Việt Nam hiện nay, phong tặng hoặc truy tặng cho các cá nhân "có thành tích đặc biệt xuất sắc trong chiến đấu, phục vụ chiến đấu, giữ gìn an ninh, trật tự, an toàn xã hội; trung thành với Tổ quốc Việt Nam xã hội chủ nghĩa; có đạo đức, phẩm chất cách mạng" và những tập thể "có thành tích đặc biệt xuất sắc trong chiến đấu, phục vụ chiến đấu, giữ gìn an ninh, trật tự, an toàn xã hội; trung thành với Tổ quốc Việt Nam xã hội chủ nghĩa; nội bộ đoàn kết tốt; tổ chức Đảng, đoàn thể trong sạch, vững mạnh". Có một anh hùng là người ngoại quốc được công nhận danh hiệu này, đó là ông Kostas Sarantidis, người gốc Hy Lạp về sau nhập quốc tịch Việt Nam.

## Lịch sử
Để động viên, cổ vũ phong trào thi đua yêu nước, từ năm 1951, Ban Chấp hành Trung ương Đảng Lao động Việt Nam, Hội Liên Việt chủ trương tổ chức Đại hội anh hùng và chiến sĩ thi đua để khích lệ và tuyên dương những tấm gương tiêu biểu trong chiến đấu và lao động sản xuất. Đại hội Anh hùng và Chiến sĩ thi đua toàn quốc lần thứ nhất được tổ chức 19 tháng 5 năm 1952 tại căn cứ địa Việt Bắc. Tại Đại hội này, ông Trường Chinh, với tư cách là Tổng bí thư Đảng Lao động Việt Nam đã có bài phát biểu "Thi đua ái quốc với chủ nghĩa anh hùng mới", và ông Hồ Viết Thắng, thay mặt Chính phủ và Mặt trận báo cáo tình hình thi đua ái quốc trước Đại hội, nêu khái niệm đầu tiên về danh hiệu anh hùng chiến đấu và anh hùng lao động. Một số gương tiêu biểu cũng được giới thiệu báo cáo trước Đại hội.
Sau kỳ Đại hội này, ngày 10 tháng 8 năm 1952, Chủ tịch Hồ Chí Minh đã ký Sắc lệnh 107/SL tặng danh hiệu Anh hùng thi đua ái quốc cho 7 chiến sĩ thi đua và Sắc lệnh 108/SL tặng thưởng Huân chương Kháng chiến hạng nhất cho 24 chiến sĩ thi đua. Bảy cá nhân đầu tiên được tặng danh hiệu Anh hùng gồm 4 Anh hùng quân đội Nguyễn Quốc Trị, Nguyễn Thị Chiên, La Văn Cầu và Cù Chính Lan; 3 Anh hùng Lao động Ngô Gia Khảm, Trần Đại Nghĩa, Hoàng Hanh.
Sau chiến thắng Điện Biên Phủ, diễn ra thêm 2 lần tuyên dương Anh hùng quân đội (31 tháng 8, 1955 và 7 tháng 5, 1956). Sau khi kiểm soát hoàn toàn miền Bắc, tính đến năm 1970, chính quyền Việt Nam Dân chủ Cộng hòa còn tổ chức thêm 3 kỳ Đại hội liên hoan anh hùng và chiến sĩ thi đua toàn quốc, tổng cộng đã có 289 cá nhân và 85 tập thể được phong danh hiệu Anh hùng (cả Anh hùng quân đội và Anh hùng lao động).
Ở Nam Bộ, từ ngày 2 đến ngày 6 tháng 5 năm 1965, Đại hội Anh hùng và chiến sĩ thi đua các lực lượng vũ trang giải phóng miền Nam lần thứ nhất được tổ chức với gần 150 cá nhân đến tham dự. Tại sự kiện này, Ủy ban Trung ương Mặt trận Dân tộc Giải phóng miền Nam Việt Nam và Bộ chỉ huy các lực lượng vũ trang đã quyết định tuyên dương 23 Anh hùng lực lượng vũ trang giải phóng miền Nam, trong đó có 2 phụ nữ là Tạ Thị Kiều và Nguyễn Thị Út, cùng một số ít người dân tộc tiêu biểu như Hồ Đức Vai, Pinăng Tắc, và Puih Thu. Hai năm sau, Đại hội lần thứ hai được tổ chức vào ngày 17 tháng 9 năm 1967, có thêm 47 cá nhân được phong tặng danh hiệu này.
Ngày 15 tháng 1 năm 1970, Ủy ban Thường vụ Quốc hội Việt Nam Dân chủ Cộng hòa đã ra Pháp lệnh đặt các danh hiệu vinh dự nhà nước, Anh hùng Lao động, Anh hùng Lực lượng vũ trang nhân dân, cùng với Thông tư 34-TTg ngày 11/3/1970 của Thủ tướng Chính phủ hướng dẫn. Theo đó các danh hiệu Anh hùng chính thức được pháp điển hóa. Cũng từ đây, danh hiệu Anh hùng quân đội được chuyển tên thành danh hiệu Anh hùng lực lượng vũ trang nhân dân.

## Cấp đề nghị và quyết định phong tặng
Theo Pháp lệnh đặt các danh hiệu vinh dự Nhà nước: Anh hùng Lao động và Anh hùng lực lượng vũ trang nhân dân năm 1970 (không viết hoa), việc tặng danh hiệu Anh hùng lao động và Anh hùng lực lượng vũ trang nhân dân do Ủy ban Thường vụ Quốc hội xét và quyết định, căn cứ vào đề nghị của Hội đồng Chính phủ. Theo quy định của Luật Thi đua, Khen thưởng, Quyết định phong tặng, truy tặng danh hiệu Anh hùng Lực lượng vũ trang nhân dân (viết hoa) do Chủ tịch nước CHXHCN Việt Nam ký theo đề nghị của Thủ tướng Chính phủ.